# 菅沼五十一
菅沼 五十一（すがぬま いそいち、1911年 - 1995年8月30日）は、日本の詩人、小説家。
『東海文学』同人、『遠州文学』同人、『麒麟』主宰、『独立文学』編集同人、浜松読書文化協力会会長、浜松ユネスコ協会会長などを歴任した。

## 来歴

### 生い立ち
静岡県小笠郡佐束村にて生まれた。佐束尋常小学校などを経て、静岡県立掛川中学校に進学した。旧制中学校在学中、詩人の三木露風の作品に影響を受け、詩作に熱中し、友人らと文芸誌を発刊した。その後、上京し、二松學舍専門学校に進学した。しかし、病により、やむなく二松學舍専門学校を中途退学した。

### 詩人として
旧制専門学校を中途退学してからは、佐束村に戻って文学活動を続けることにした。同じ旧制中学校の先輩でもある文芸評論家の窪川鶴次郎から、大いに励ましを受けた。同人活動にも取り組んでおり『東海文学』の同人となったが、警察当局より『東海文学』は思想弾圧を受けることになる。この思想弾圧は、のちに「静岡県下における人民戦線事件」と呼ばれることになる。1935年（昭和10年）、静岡県浜松市に転居することにした。1943年（昭和18年）、第一詩集となる『春幾春』を刊行した。
太平洋戦争終結後は、文芸誌である『中部文芸』の編集発行に携わることになり、1946年（昭和21年）6月に創刊号を発行した。ところが、この文芸誌に掲載された松本長十郎の随筆「時局雑想」にダグラス・マッカーサーの改革は不十分だとする主張が含まれていたため、物議を醸すことになった。マッカーサー率いる連合国軍の施策を批判するものだとされ、連合国軍最高司令官総司令部の検閲により、編集者だった菅沼が検挙される羽目になった。その結果、『中部文芸』は創刊号のみで廃刊に追い込まれたが、それに代わる新たな文芸誌として同年11月に『文芸解放』を創刊した。そのほか、同年8月に後藤一夫により創刊された詩誌『詩火』においても積極的に活動した。1963年（昭和38年）、同人文芸誌である『遠州文学』を創刊した。滝茂が編集人として、菅沼が発行人として、それぞれ奥付に名を連ねた。同年、同人詩誌である『麒麟』の主宰を務めることになった。埋田昇二が編集人として、菅沼が発行人として、それぞれ奥付に名を連ねた。1981年（昭和56年）、かつて「静岡県下における人民戦線事件」により弾圧を受けた関係者らにより同人総合誌として『独立文学』が創刊されることになり、その編集同人を務めることになった。そのほか、浜松読書文化協力会や浜松ユネスコ協会にてそれぞれ会長を歴任するなど、浜松市の文壇を代表する一人として活躍した。1995年（平成7年）8月30日、死去した。

## 人物
詩人として活動し、多くの詩集を上梓している。そのほか、静岡県の各地に建立された文学碑などを探訪する『遠州文学散歩』や、遠江国と駿河国に伝わる民話を採録した『遠江・駿河の民話』などが知られている。また、同人活動も活発に行っていた。菅沼を中心に創刊された『文芸解放』には浦和淳、後藤一夫、梶浦正之、柳田知常、山内泉、などが作品を寄せている。菅沼が同人となった『遠州文学』には滝茂、岡本広司、内山つねを、稲勝正弘、埋田昇二、平山喜好、河合茂、村越一哲、などが同人として参画した。菅沼が主宰した『麒麟』には埋田昇二、石川和民、小貫勇作、田中万起子、中西淑子、那須田浩、浜満、などが同人として参画した。
また、1953年（昭和28年）9月には、小説家の河合茂らとともに浜松演劇愛好会を結成し、演劇の振興を図った。結成当時の浜松市は、河合が「演劇不毛の地」と評するほどの惨憺たる状況であったが、国内外を代表するような劇団を積極的に招聘するとともに独自に自立した劇団の結成を目指すなど、菅沼らは積極的な活動を展開した。さらに、菅沼は『浜松演劇愛好会ニュース』の編集代表に就任し、演劇に関する啓蒙を図った。菅沼らの催した演劇鑑賞会は多くの観客を集めるなど成功を収め、河合が「浜松にも、実際は新劇愛好者が、結構沢山いると分つたのは大きな収穫である」と述べるほどであった。これらの活動はこの地域における演劇熱を高めることとなり、のちの浜松演劇観賞協議会、浜松放送劇団、劇団からっかぜなどの結成に少なからず影響を与えた。
浜松市が編纂した『浜松市史』には「戦後の浜松において、文学と文化の各方面で幅広く活躍し、常にリーダー的存在であった」「幅広い文化人として浜松市に貢献するところが大であった」などと記されており、1980年（昭和55年）には浜松市市勢功労者表彰を受けている。また、浜松ユネスコ協会の会長を務めるなど、国際連合教育科学文化機関の活動を市民に紹介するとともに、その普及や発展に力を尽くした。そのため「文学活動に尽力。作品多数発表。ユネスコ活動の普及発展に貢献」との理由により、浜松ユネスコ協会より1989年度（平成元年度）の谷口賞が贈られることになり、1990年（平成2年）に授与された。

## 顕彰
生前の功績により、木下恵介や清水みのるらとともに浜松文芸館の資料収集対象者に指定されており、菅沼に纏わる資料も浜松文芸館により収集、保存されている。

## 略歴
- 1910年代 - 静岡県小笠郡佐束村にて誕生[2][14]。
- 1963年 - 『遠州文学』同人[9]。
- 1963年 - 『麒麟』主宰[9]。
- 1981年 - 『独立文学』編集同人[13]。
- 1995年 - 静岡県浜松市にて死去[14]。

## 賞歴
- 1980年 - 浜松市市勢功労者表彰[14]。
- 1990年 - 谷口賞[22]。

## 著作

### 単著
- 菅沼五十一著『春幾春』詩文學研究會、1943年。
- 菅沼五十一著『静岡詩抄』1949年版、詩火社、1949年。
- 菅沼五十一著『遠州文学散歩』復刻版、浜名湖出版、1957年。
- 菅沼五十一著『遠州文学散歩』青少年文化（演劇）センター、1972年。
- 菅沼五十一著『霧の森』冬至書房、1975年。
- 菅沼五十一著『遠州文学散歩』復刻増補版、浜名湖出版、1990年。

### 共著
- 後藤一夫・菅沼五十一共著『餓鬼』詩火社、1952年。

### 編纂
- 菅沼五十一編『遠江・駿河の民話』新版、未来社、1973年。ISBN 9784624935504
- 佐野嶽夫著、菅沼五十一編『佐野嶽夫全詩集』富士屋酒店、1983年。
- 菅沼五十一・岸なみ編『静岡県』特装版、未来社、1985年。
- 岸なみ・菅沼五十一編『伊豆の民話／遠江・駿河の民話』未来社、1999年。ISBN 4624930096
- 菅沼五十一編『遠江・駿河の民話』オンデマンド版、未來社、2006年。ISBN 4624991508
- 菅沼五十一編『遠江・駿河の民話』新版、未來社、2016年。ISBN 9784624935504

### 楽曲
- 菅沼五十一作詞、山田昌弘作曲『ユネスコ子供の歌』1953年[25]。
- 菅沼五十一作詞、木津文彦作曲『砂丘遠望』。ISWC T-101.032.190-9

### テレビアニメ
- 菅沼五十一原作、森川信英演出・作画、沖島勲文芸、安藤ひろみ美術「一本道の石神さま」『まんが日本昔ばなし』愛企画センター・毎日放送、1986年12月20日[26][27]。

### 註釈
1. ↑  静岡県小笠郡佐束村は、のちの静岡県掛川市に該当する。
2. ↑  佐束尋常小学校は、のちに掛川市立佐束小学校の源流の一つとなった。
3. ↑  静岡県立掛川中学校は、のちに静岡県立掛川西高等学校の源流の一つとなった。
4. ↑  二松學舍専門学校は、のちに二松學舍大学の源流の一つとなった。

## 関連人物
- 沖島勲
- 梶浦正之
- 岸なみ
- 窪川鶴次郎
- 柳田知常